# Sidi Boutouchent
Sidi Boutouchent est une commune de la wilaya de Tissemsilt en Algérie, située dans les montagnes de l'Ouarsenis dans Atlas Tellien.

## Géographie
Sidi Boutouchent, est un village situé à 1348 métres d'altitudes dans Le parc national de Theniet El Had, dans le massif de l'Ouarsenis. Sidi Boutouchent est situé à 13km par route de la ville de sa Daïra Theniet El Had, à 180km de la capitale Alger, et 320km de Oran. Le mode de vie traditionnel rural perdure à Sidi Boutouchent, ancré dans la terre entre pastoralisme et récoltes au rythme des saisons. Le climat barrière sud du domaine méditerranéen, est de type humide et subhumide à hiver froid.
Le village tire son nom de Sidi Boutouchent Ben Yagoub Ben Saïd (ⵙⵉⴷⵉ ⴱⵓ ⵜⵓⵛⵛⴻⵏⵜ), (Sidi Ahmed de son vrai nom), descendant de Sidi Bakhti de Lyra est le trisaïeul de Mohamed Ben Ahmed Berbara. Dans les toponymes à base de Sidi, il arrive de rencontrer des formations qui ne désignent aucun attribut de Dieu, ni de saints musulmans. Parmi ces formations de souche certainement ancienne tamazigh, nous avons relevé ceux qui ont un rapport avec le monde animal : Sidi Bou Touchent du berbère « uccen » : Loup.
Le village est composés de douars de tribus Berbères vivant du pastoralisme, qui adoptent ensuite la langue arabe. Un rapport menée par E. Doutté et E.-F. Gautier en 1913, un fait significatif quant au processus d’arabisation de la région et à la déperdition de la langue Berbère. Selon l’administrateur-adjoint de la commune mixte de l’Ouarsenis, le berbère était en nette régression, et même en voie de disparition ; dans son courrier du 27 avril 1911 à Doutté & Gautier, il en explicite la principale cause qui est, pour ses informateurs, d’ordre économique : les berbérophones de la montagne entretiennent des relations d’échanges commerciaux denses et régulières avec les arabophones des piémonts et plaines.

## Tourisme
La commune de Sidi Boutouchent fait partie du plan de désenclavement de la feuille de route pour la mise en œuvre du programme complémentaire de développement de Tissemsilt. En 2022, le Gouvernement Algérien a défini cette feuille de route relative à la mise en œuvre d'un programme de développement selon les priorités fixées par Monsieur le président de la République lors des réunions du Conseil des ministres des 14 et 27 novembre 2022 et qui sont essentiellement liées à la réalisation des projets de désenclavement de la wilaya de Tissemsilt, comme le renforcement et le dédoublement du réseau routier, le lancement des projets vitaux pour les citoyens et des investissements publics en adéquation avec les capacités de la wilaya et de son caractère agricole, forestier et touristique, en vue de créer des emplois et de favoriser le développement global dans la wilaya de Tissemsilt.
Situé dans le parc national de Theniet El Had, celui-ci accueille de nombreux sentiers balisés propices à la randonnée pédestre, au VTT, à la randonnée équestre, ainsi qu'une zone de bivouac au départ de Theniet El Had. En hiver la pratique du ski de fond nordique et la marche en raquettes connaissent un fort engouement. Le massif regorgent de peintures rupestres dans différentes zones dont le site d'art rupestre de Kasria dans la commune de Sidi Boutouchent.

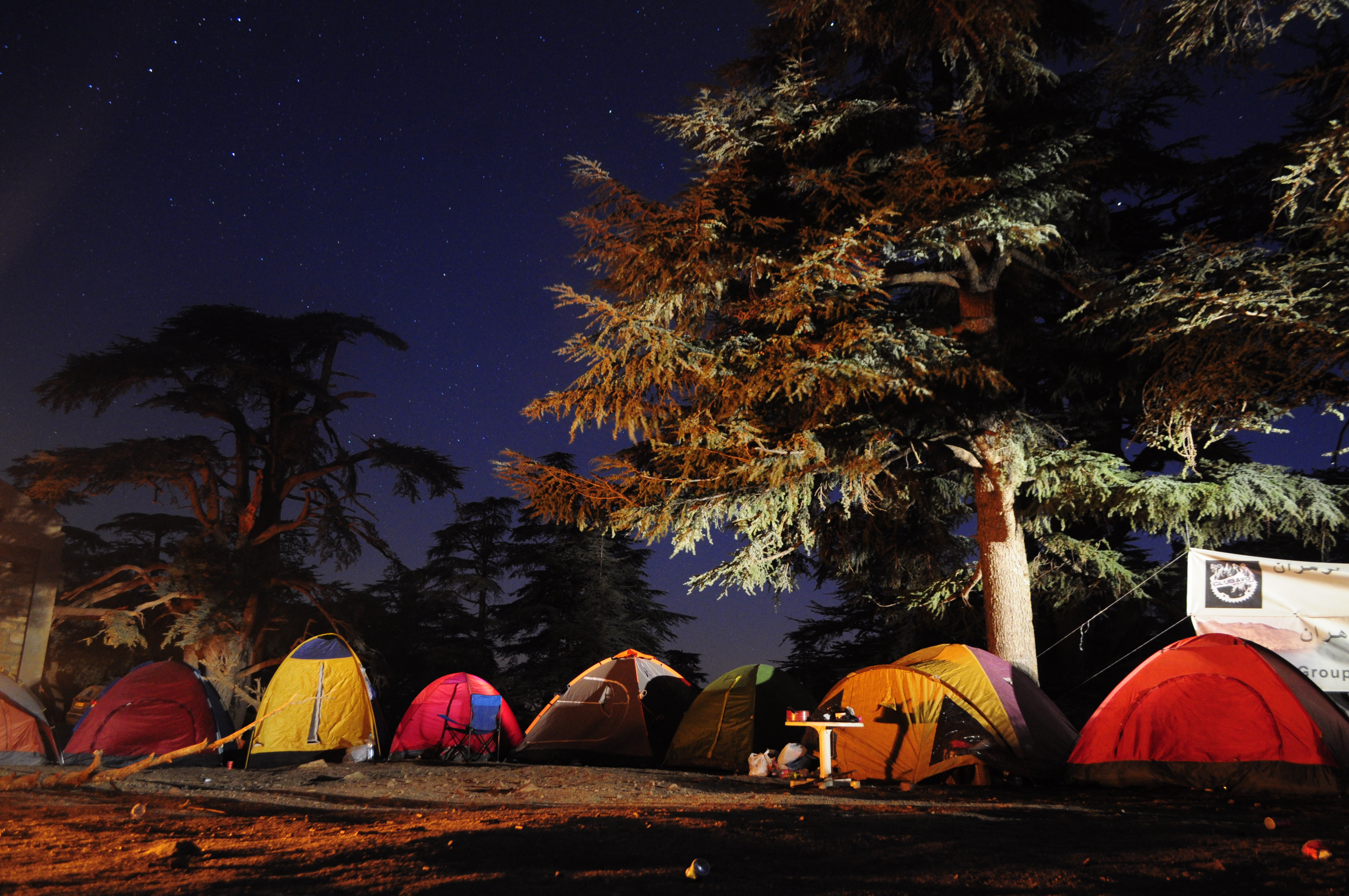
Bivouac dans le Parc National de Theniet El Had
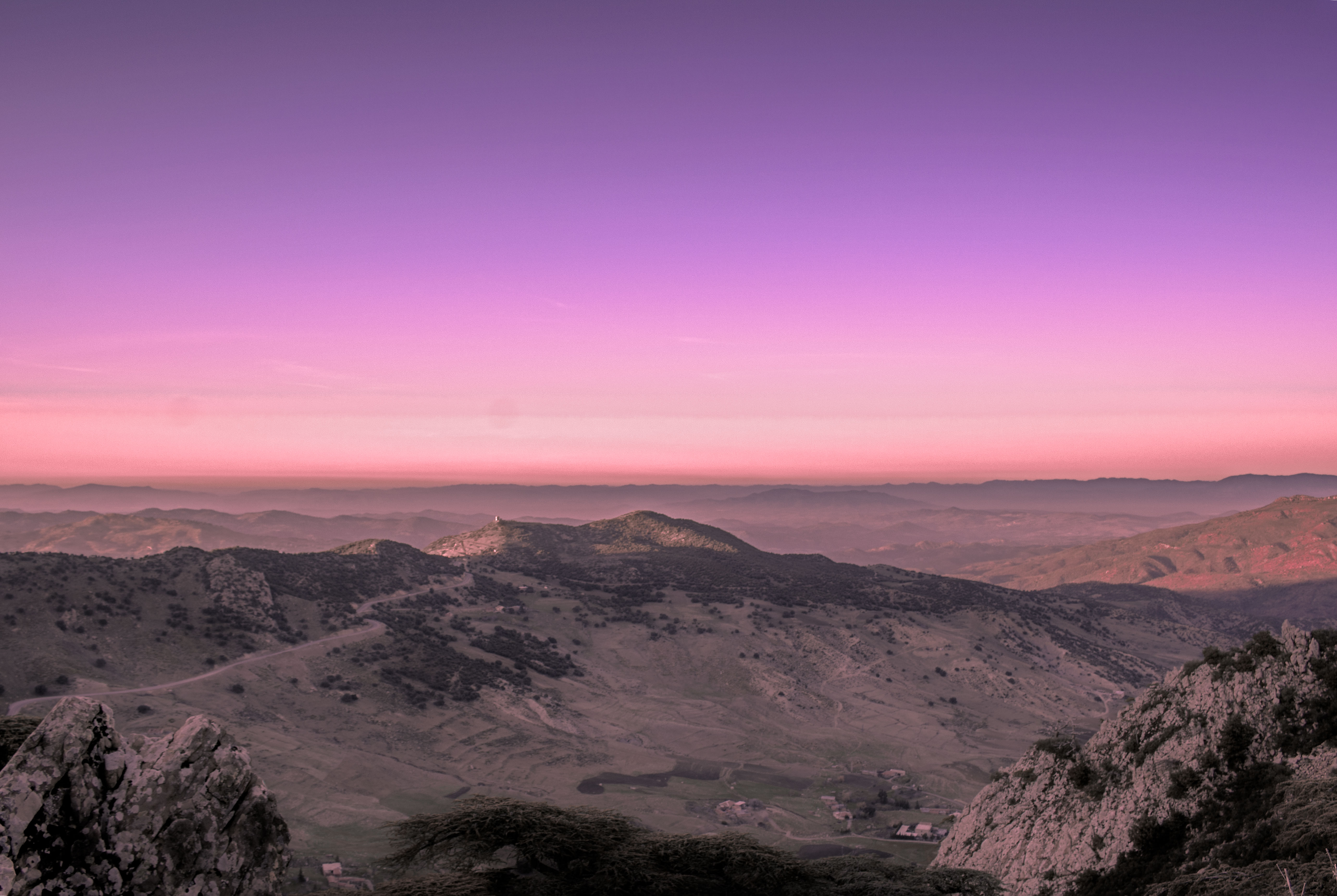
Vue depuis le sommet du Parc National de Theniet El Had
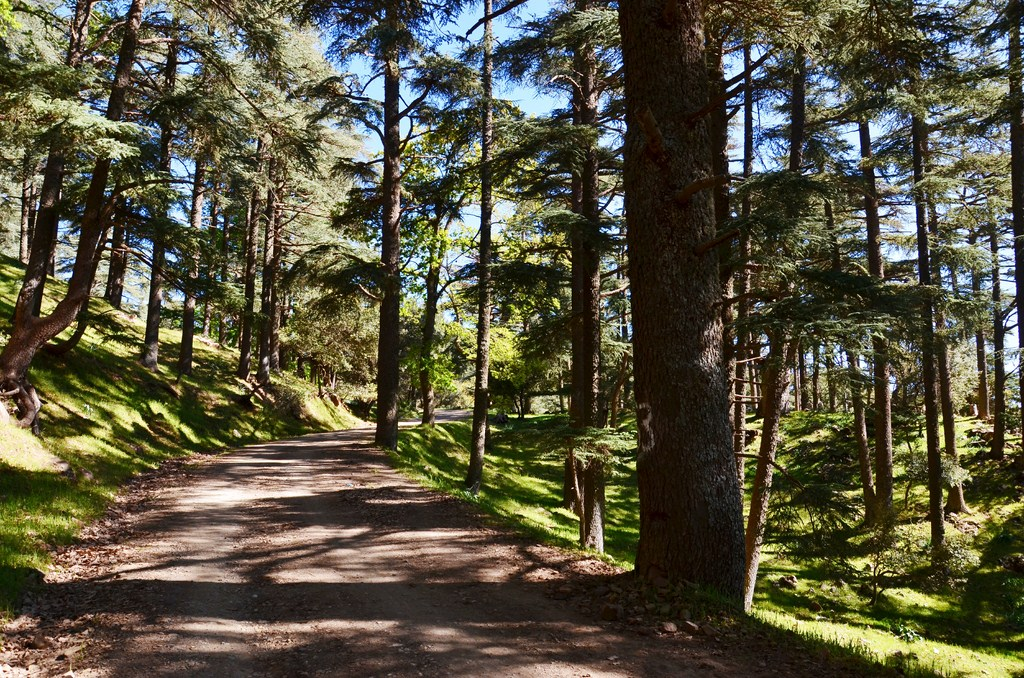
Forêt de Cèdres du Parc National de Theniet El Had

Au beaux jours, des Fantasias sont fréquemment organisées pour célébrer les évènements culturels et religieux qui marquent la vie de ces habitants des montagnes. Les fantasias de Sidi Boutouchent Ben Yacoub Ben Said sont renommées avec celles de Taâm de Sidi Rabah à Layoune et de Sidi Ali Ben M’hamed à Douar El Ghoualem en Oranie.
Nommé Taâm Lahouadh ou Taâm Sidi Boutouchent est une grande fête organisée durant le mois de Juin à l’occasion des moissons par les Ouled Yahia, descendants du Saint homme (Beni Hayène, Ouled Mériem, Ouled Si Abdelhmid, Beni Fène, Ouled Yahia, Chouadguia, Khobaza, El Ouabed, etc…). L’évènement en lui-même, comme l’a voulu le Saint Homme, était d’une noblesse louable à plus d’un titre. Tous ceux qui assistaient à la fête sont automatiquement en parfaite communion de fraternité entre eux, croyant en un seul et Unique Dieu. C’était un moyen de rapprocher les belligérants et les familles, de dissiper les malentendus et de renforcer les liens familiaux.
Les chefs de tribus se réunissent un dimanche de marché pour décider de la date de la fête qui sera annoncé par Cheikh Terfani. Sillonnant la ville dans tous les sens sur un cheval richement paré, Cheikh Terfani, habillé de sa belle tenue traditionnelle et armé de son inséparable fusil annonce à chaque coin de rue la fête du « Tâam ». L’annonce est ponctuée par des tirs de coups de feu pour attirer l’attention des gens et faire la joie d’une nuée de gosses que le cavalier traîne derrière lui telle la traînée de poussière derrière une comète. Les familles, hommes, femmes, enfants, convergent vers le lieu-dit « Lahouadh », chacun d’elles dressent sa tente ou leurs « khaïma » sur leur habituel lieu connu pour chaque fraction depuis la nuit des temps. Des commerçants ambulants achalandent leurs produits (Tissu, alimentation générale, confiserie, souliers). Une grande tente est dressée en retrait immédiat du  souk faisant office de café maure où les clients sont servis, assis en tailleur sur des nattes de sparterie.
L’attraction majeure de la fête reste toujours l’inévitable fantasia, appelée autrefois « Lahb El Baroud ». C’est une forme de concours hippique, une course de chevaux qui est, en fait, une réplique haute en couleur d’un assaut de la cavalerie de l’Emir Abdelkader de Cheikh El Mokrani et de Cheikh Bouamama et nous rappelle les batailles menées par les soldats algériens à cheval, fusil brandit et sabre au clair. Ce sont des cavaliers aguerris, rompus à l’art équestre, montés sur de magnifiques chevaux Barbe drapés dans de jolis caparaçons, avec une imposante selle richement décorée au fil d’or représentant des figures géométriques. Les cavaliers sont vêtus pour la circonstance de leurs costumes d’apparat typiquement algériens. Leur « Guenour-Kheït » sied à merveille avec le burnous en poil de chameau et la belle sabretache.
Un « méchouar » est le départ d’un groupe de cavalier, dont le nombre est toujours impair (De cinq à quinze cavaliers) avec au centre « Er-Rekiza ». L’affrontement des « Âlfa » est jugé sur l’apparat des chevaux et des cavaliers, la beauté des montures, l’harnachement de parade et la synchronisation des mouvements d’ensemble de l’assaut avec sa galopade, l’épaulage du fusil et le tir. Les cavaliers les plus aguerris font tournoyer leurs fusils en l’air avant de s’arrêter pile devant les spectateurs. Le « Méchouar » débute par le signal du « Rekiza ». La « Âlfa » remonte le terrain au pas, tenant fermement les rênes de la main gauche et le fusil, crosse sur la cuisse droite. Au signal de « Ya houm » donné par le meneur, la « Âlfa » se retourne subitement dans un même et impeccable mouvement et lance le galop. Les chevaux, impétueux, frémissants, les naseaux fumants, se lancent dans un hennissement de fureur, comme électrisés, crinière au vent à l’assaut d’un ennemi invisible. Après une foulée souple, fiévreuse mais puissante, un cri, étouffé par le son de la « Ghaïta » et du « Guelal » résonne furieusement : « Ya Mekahèle ». Les cavaliers se soulèvent sur les étriers, épaulent les fusils qu’ils tiennent à deux mains sans lâcher les rênes. « Ya Rassoul Allah » est le dernier cri du « Rekiza » donnant la chair de poule aux cavaliers et c’est la « Telga », un baroud d’honneur, moment crucial tant attendu par l’assistance extasiée. En fin de course, les chevaux, enivrés par l’odeur de la poudre, excités par les coups d’étriers, se cabrent et font des sauts cadencés devant le public.
Les commentaires fusent de partout. Les félicitations pour les uns et les remontrances complaisantes des autres occasionnent un débat houleux du public.